# Eparchie tichorecká
Eparchie Tichoreck je eparchie ruské pravoslavné církve nacházející se v Rusku.

## Území a titul biskupa
Zahrnuje správní hranice území Běloglinského, Vyselkovského, Kavkazského, Korenovského, Krylovského, Novopokrovského, Pavlovského, Tbilisského a Tichoreckého rajónu Krasnodarského kraje.
Eparchiálnímu biskupovi náleží titul biskup tichorecký a korenovský.

## Historie
Dne 12. března 2013 byla rozhodnutím Svatého synodu zřízena oddělením od jekatěrinodarské eparchie nová eparchie tichorecká. Stala se součástí nově vzniklé kubáňské metropole. Prvním biskupem se stal igumen Stefan (Kavtarašvili).

## Seznam biskupů
- 2013–2014 Isidor (Kiričenko) dočasný správce
- od 2014 Stefan (Kavtarašvili)